# Drono (Ngawen)
Drono is een bestuurslaag in het regentschap Klaten van de provincie Midden-Java, Indonesië. Drono telt 4527 inwoners (volkstelling 2010).